# Перерост (Гомельская область)
Перерост (бел. Перарост) — агрогородок в Переростовском сельсовете Добрушского района Гомельской области Республики Беларусь. Административный центр Переростовского сельсовета.

## География
В 20 км на юго-восток от районного центра Добруша и железнодорожной станции в этом городе расположенной на линии Гомель — Унеча, в 49 км от Гомеля.

### Гидрография
Река Чечора (приток реки Хоропуть). Озеро.

## Транспортная система
Транспортная связь по просёлочной, а затем по автодороге Хорошевка — Добруш. В населённом пункте 226 жилых домов (2004 год). Планировка состоит из 2-х параллельных улиц, с широтной ориентацией, связанных переулками. Застройка двухсторонняя, деревянными домами усадебного типа. В 1986 году построены кирпичные дома на 50 квартир, в которых были переселены жители с загрязнённых после катастрофы на Чернобыльской АЭС территорий.

## Административное устройство
В 2010 году деревня Перерост преобразована в агрогородок.    
В 2011 году к агрогородку была присоединена территория упразднённой деревни Хутор.

## История
По письменным источникам населённый пункт известен с XVIII века как деревня в Речицком повете Минского воеводства Великого княжества Литовского, владения Чарторыйских. После 1-го раздела Речи Посполитой (1772 год) в составе Российской империи. В 1775 году в деревне находились водяная мельница, корчма. Во владении фельдмаршала графа П.А. Румянцева-Задунайского. С 1834 года владение фельдмаршала графа И. Ф. Паскевича. В 1788 году в Гомельской волости Белицкого повета Могилёвской губернии. В 1794 году построена деревянная церковь. В 1886 году хлебозапасный магазин, 4 ветряные мельницы. В 1889 году в народном училище 118 учеников. В 1897 году находились церковь, 6 ветряных мельниц, 2 кирпичных производства, 2 кузницы, лавка, корчма. В 1907 году при пожаре сгорело 34 двора.
Летом 1918 года в оккупацию села немецкими войсками братьями Петровскими был создан партизанский отряд с численностью 400 человек. В 1926 году располагались почтовое отделение, школа, изба-читальня, отделение потребительской кооперации.
С 8 декабря 1926 года является центром Переростовского сельсовета Добрушского, с 4 августа 1927 года Тереховского, с 25 декабря 1962 года Добрушского районов Гомельского округа (до 26 июля 1930 года), с 20 февраля 1938 года Гомельской области.
В 1929 году организованы колхозы «Красный хутор», «3-й решающий» и имени М.И. Калинина. Работали кирпичное производство, 5 ветряных мельниц, 2 кузницы, круподробилка.
Во время Великой Отечественной войны в сентябре 1943 года оккупанты сожгли 379 дворов и убили 12 мирных жителя. В бою за деревню погибло 70 советских солдат и 3 партизана, которые похоронены в братской могиле на кладбище. На фронтах и партизанской борьбе погибли 365 жителей деревни. В память о погибших в центре деревни в 1968 году установлены обелиск и стела.
В 1959 году центр колхоза имени М. И. Калинина. Размещены комбинат бытового обслуживания, механическая мастерская, средняя школа, фельдшерско-акушерский пункт, Дом культуры, библиотека, детский сад-ясли, отделение связи, столовая, 2 магазина.
В 1965 году в деревню переселились жители, в настоящее время не существующего, посёлка Великое Галое, в 1979 году Тобоцкого.

## Население

### Численность
- 2010 год — 526 дворов, 977 жителей

### Динамика
- 1775 год — 779 жителей
- 1788 год — 826 жителей
- 1811 год — 227 дворов
- 1816 год — 953 жителя
- 1834 год — 241 двор, 1412 жителей
- 1886 год — 1944 жителя
- 1897 год — 374 двора, 2411 жителей (согласно переписи)
- 1926 год — 518 дворов
- 1940 год — 583 двора, 2720 жителей
- 1959 год — 1012 жителей (согласно переписи)
- 2004 год — 226 дворов, 587 жителей

## Культура
- Дом культуры

## Достопримечательность
- Братская могила советских воинов и партизан (1943) —  Историко-культурная ценность Республики Беларусь, шифр 313Д000274
- Памятник землякам, погибшим в Великой Отечественной войне

## Известные уроженцы
- Подрезенко, Анатолий Григорьевич — Герой Социалистического труда
- Кусенков Микола (Николай Сергеевич) — белорусский писатель
- Возисова Лидия Петровна (ЛидиАна) — белорусский писатель, член Союза писателей Беларуси
- Атрощенко Анна Николаевна — белорусский писатель, член Союза писателей Беларуси, Белорусского союза журналистов, Международного союза писателей и мастеров искусства.